# Brandon Roy
Brandon Dawayne Roy, född 23 juli 1984 i Seattle i Washington, är en amerikansk före detta basketspelare.
Brandon Roy valdes som sjätte spelare i 2006 års NBA Draftav Portland Trail Blazers. Han spelade för dem mellan 2006 och 2011. Den 10 december 2011 meddelade han sin pension, på grund av sina degenerativa knäskador. 
Säsongen 2012-2013 gjorde Roy comeback i laget Minnesota Timberwolves. För Minnesota spelade han enbart fem matcher innan han beslöt sig för att gå i pension för gott.  